# رهاء (تعز)
رهاء هي إحدى قرى الجمهورية اليمنية. وهي تتبع إداريًا لمديرية شرعب الرونة في محافظة تعز. يبلغ تعداد سكانها 2202 نسمة حسب الإحصاء الذي أجري عام 2004.